# 孟贡镇区
孟贡镇区是缅甸掸邦莱林县下辖的一个镇区，治所位于孟贡。